# Communauté de communes des Portes du Maine
Die Communauté de communes des Portes du Maine ist ein ehemaliger französischer Gemeindeverband mit der Rechtsform einer Communauté de communes im Département Sarthe in der Region Pays de la Loire. Sie wurde am 17. August 1993 gegründet und umfasste zehn Gemeinden. Der Verwaltungssitz befand sich im Ort Ballon.

## Historische Entwicklung
Mit Wirkung vom 1. Januar 2017 fusionierte der Gemeindeverband mit der Communauté de communes des Rives de Sarthe und bildete so die Nachfolgeorganisation Communauté de communes Maine Cœur de Sarthe.

## Ehemalige Mitgliedsgemeinden
1. Ballon
2. Courcebœufs
3. La Guierche
4. Joué-l’Abbé
5. Montbizot
6. Saint-Jean-d’Assé
7. Saint-Mars-sous-Ballon
8. Souillé
9. Souligné-sous-Ballon
10. Teillé